# دانيلو نابوليتانو
دانيلو نابوليتانو (بالإيطالية: Danilo Napolitano)‏ ولد بتاريخ 31 يناير 1981 في صقلية، إيطاليا، هو دراج إيطالي في صنف سباق الدراجات على الطريق.

## سجل النتائج

### سباقات أو مراحل فاز بها
- طواف إيطاليا

## روابط خارجية
- دانيلو نابوليتانو على موقع الاتحاد الدولي للدراجات (الإنجليزية)
- دانيلو نابوليتانو على موقع أرشيف الدراجات (الإنجليزية)
- دانيلو نابوليتانو على موقع إحصائيات الدراجات الإحترافية (الإنجليزية)
- دانيلو نابوليتانو على موقع نسبة الدراجات (الإنجليزية)
- دانيلو نابوليتانو على موقع CycleBase (الإنجليزية)